# 朱拱榣
朱拱榣（1503年—1566年），字茂材，号季白，明朝宁藩奉国将军，朱拱枘之弟，宁献王朱權之五世孙，瑞昌恭僖王朱奠墠之曾孙，祖父镇国将军朱觐鏅，其父辅国将军朱宸渠。
父朱宸渠为朱宸濠所累，逮系中都。兄朱拱枘请以身代，朱拱榣亦帮助哥哥朱拱枘营救父亲。嘉靖九年（1530年），上书请建宗学，令宗室设立坛墠，行耕桑之礼，谨慎祭祀之典，加意恤刑，都被朝廷同意。捐田给白鹿洞书院赡养学人。其后以议礼符合皇帝心意。嘉靖十八年（1539年）明世宗赐其书楼名尊赐。三子：镇国中尉朱多𤏳、镇国中尉朱多烊、镇国中尉朱多燽。